# Jabung (Plupuh)
Jabung is een bestuurslaag in het regentschap Sragen van de provincie Midden-Java, Indonesië. Jabung telt 3151 inwoners (volkstelling 2010).